# Хронологична таблица за откриване и изследване на Арктика (XIX в.)
| Години            | Име на откривател, изследовател                                                         | Направени открития и изследвания | Изследванията засягат следните съвременни държави |
| ----------------- | --------------------------------------------------------------------------------------- | --- | ------------------------------------------------- |
| 1800              | Яков Санников                                                                           | Вторично откриване и изследване на остров Столбовой (74°04′ с. ш. 135°56′ и. д. / 74.066667° с. ш. 135.933333° и. д.) от Новосибирските о-ви | Русия                                             |
| 1805 – 1806       | Яков Санников                                                                           | Описание на островите Фадеевски (75°25′ с. ш. 143°40′ и. д. / 75.416667° с. ш. 143.666667° и. д., сега полуостров на остров Котелни) и Нов Сибир (открит от него) от Новосибирските о-ви | Русия                                             |
| 1808              | Николай Семьонович Белков                                                               | Откриване на остров Белковски (75°35′ с. ш. 135°40′ и. д. / 75.583333° с. ш. 135.666667° и. д.) от Новосибирските о-ви | Русия                                             |
| 1808 – 1812       | Матвей Геденщром, Яков Санников                                                         | Изследване на Новосибирските о-ви, брега между устията на Яна и Колима и части от Якутия и Задбайкалието и откриване на „сибирските полини“ (открити пространства незамръзнала вода) | Русия                                             |
| 1810 – 1817       | Уилям Скорсби                                                                           | Картира западните и северните брегове на двата големи острова в архипелага Шпицберген и слагане началото на всестранното му научно изследване. Достигане до 81º 40` с.ш., рекорд за времето си за свободно плаване на север. Извършване на метеорологични, хидрографски и магнитни изследвания | Норвегия                                          |
| 1815              | Максим Ляхов                                                                            | Откриване на островите Василевски и Семьоновски в Новосибирските о-ви (сега се намират под морското равнище) | Русия                                             |
| 1816              | Ото Коцебу                                                                              | Изследване на северозападните брегове на Аляска. Откриване на залива Шишмарьов (66°11′ с. ш. 165°56′ з. д. / 66.183333° с. ш. 165.933333° з. д.) и остров Саричев (66°15′ с. ш. 166°04′ з. д. / 66.25° с. ш. 166.066667° з. д.), затварящ го откъм Чукотско море, залива Коцебу (66°25′ с. ш. 162°51′ з. д. / 66.416667° с. ш. 162.85° з. д.) с по-малкия залив Ешолц (66°19′ с. ш. 161°26′ з. д. / 66.316667° с. ш. 161.433333° з. д.) в югоизточната част, п-ов Хорис (66°20′ с. ш. 161°50′ з. д. / 66.333333° с. ш. 161.833333° з. д.) и остров Шамисо (66°13′ с. ш. 161°50′ з. д. / 66.216667° с. ш. 161.833333° з. д.) | САЩ                                               |
| 1817              | Уилям Скорсби                                                                           | Откриване на големия залив Скорсби (70°20′ с. ш. 24°00′ з. д. / 70.333333° с. ш. 24° з. д.) на източното крайбрежие на Гренландия | Гренландия                                        |
| 1818              | Дейвид Бахан (1780 – 1838), Джордж Бак, Фредерик Уилям Бичи, Джон Франклин              | Търсене на северозападния проход и достигане на запад от Шпицберген до 80º 34` с.ш | Норвегия                                          |
| 1818              | Джон Рос, Уилям Едуард Пари, Джеймс Кларк Рос, Едуард Сабин                             | Изследване на западното крайбрежие на Гренландия, вторично откриване на залива Мелвил (североизточната част на Бафиновия залив) и откриване на протоците Смит, Джонс и Ланкастър до 80º 37` з.д. и остров Коберг (75°58′ с. ш. 79°20′ з. д. / 75.966667° с. ш. 79.333333° з. д.). Частично изследване на североизточното крайбрежие на Бафинова земя и откриване на залива Изабела (Идирбилунг, 69°10′ с. ш. 67°59′ з. д. / 69.166667° с. ш. 67.983333° з. д.) | Гренландия, Канада                                |
| 1819 – 1820       | Уилям Едуард Пари, Фредерик Уилям Бичи, Френсис Крозиър, Джеймс Кларк Рос, Едуард Сабин | Откриване на северния вход на протока Принц Риджент (между островите Бафинова земя на юг-югоизток и открития от него остров Сомърсет на север-северозапад); 300 км от южния бряг на остров Девън, от нос Осбърн (80º 15` з.д.) до нос Райли (91º 54` з.д.); южния вход на протока Уелингтън (между островите Девън на изток и Корнуолис на запад); протока Бароу (между островите Корнуолис и Батерст – открити от него, на север и Сомърсет и Принц Уелски на юг); остров Ръсел (74°00′ с. ш. 98°25′ з. д. / 74° с. ш. 98.416667° з. д.); протока Мелвил (между островите Мелвил на север и Виктория на юг); остров Байам Мартин, намиращ се в южния вход на протока Байам (между островите Мелвил на запад и Батерст на изток) и южното крайбрежие на остров Мелвил (1819). Изследване на централната част на остров Мелвил; откриване на залива Лидон (на югозападното крайбрежие на Мелвил, северно от п-ов Дъндас); п-ов Сабин (76°25′ с. ш. 109°15′ з. д. / 76.416667° с. ш. 109.25° з. д., северната част на остров Мелвил) и залива Хекла енд Грайпер (111º 10` з.д.). Изследване на планинския п-ов Дъндас и провлака (широк около 40 км) между заливите Хекла енд Грайпер на север и Лидон на юг в централната част на остров Мелвил. Достигане на запад до 113º 48` з.д. и откриване на североизточното крайбрежие на остров Банкс. Откриване входа на залива Адмиралтейство, дълбоко врязващ се в Бафинова земя от север, между полуостровите Бродер на запад и Борден на изток и картиране на голяма част от източното крайбрежие на Бафинова земя, като са открити няколко залива (1820) | Канада                                            |
| 1820 – 1824       | Фердинанд Врангел, Фьодор Матюшкин, Прокопий Козмин                                     | 1820 – 1824: Изследване и топографско картиране крайбрежието на Североизточен Сибир от устието на Индигирка на запад до Колючинския залив на изток и теоретично доказване съществуването на остров Врангел (Фердинанд Врангел); 1821: Изследване и описание на остров Четиристълбов (Фьодор Матюшкин); 1822: Топографско картиране на брега между устията на реките Колима и Индигирка (Прокопий Козмин); 1823: Топографско картиране на северния бряг на п-ов Чукотка от Чаунския залив (169º 50` и.д.) до 179º 30` и.д. (Фьодор Матюшкин). Описание и пълно топографско картиране на Мечите о-ви (Прокопий Козмин) | Русия                                             |
| 1821              | Джон Франклин, Джордж Бак, Джон Ричардсън, Робърт Худ                                   | Откриване на над 1000 км от бреговата линия на Северна Америка, в т.ч. залива Коронейшън, остров Хепбърн (67°54′ с. ш. 110°56′ з. д. / 67.9° с. ш. 110.933333° з. д.), залива Арктик Саунд (67°31′ с. ш. 108°49′ з. д. / 67.516667° с. ш. 108.816667° з. д.), с вливащата се в него река Худ, залива Батърст, залива Мелвил, п-ов Кент и западния вход на протока Диз | Канада                                            |
| 1821              | Михаил Василиев                                                                         | Изследване и картиране на северозападните брегове на Северна Америка, между нос Лисбърн (68°53′ с. ш. 166°13′ з. д. / 68.883333° с. ш. 166.216667° з. д.) и нос Айси Кейп (70°20′ с. ш. 161°53′ з. д. / 70.333333° с. ш. 161.883333° з. д.) | САЩ                                               |
| 1821 – 1822       | Уилям Едуард Пари, Джеймс Кларк Рос                                                     | Изследване на залива Репалс (между п-ов Мелвил на север и континента на юг) и протока Фрозен Стрийт на югоизток (между п-ов Мелвил на север и остров Саутхамптън на юг) и откриване на остров Уинтър (66°16′ с. ш. 83°04′ з. д. / 66.266667° с. ш. 83.066667° з. д.) и залива Лайон (1821). Откриване на източния бряг на п-ов Мелвил, в т.ч. залива Пари (68º 10` с.ш.) и протока Фюри енд Хекла (отделящ п-ов Мелвил на юг от остров Бафинова земя на север), с остров Иглулик в източния му вход (1822) (69°23′ с. ш. 81°40′ з. д. / 69.383333° с. ш. 81.666667° з. д.) | Канада                                            |
| 1821 – 1823       | Пьотър Анжу, Пьотър Илин                                                                | Изследване и картиране на северния бряг на Сибир между устията на реките Оленьок и Индигирка и Новосибирските острови. Откриване на северния бряг на остров Котелни и на север от него, остров Фигурин (76°20′ с. ш. 141°20′ и. д. / 76.333333° с. ш. 141.333333° и. д., сега не съществува) | Русия                                             |
| 1821 – 1824       | Фьодор Литке, Михаил Андрианович Лаптев                                                 | Изследване и картиране на западното крайбрежие на Нова Земя, от протока Карски Врати (70º 25` с.ш.) до нос Насау (76º 18` с.ш.), в т.ч. заливите Молер (72º 08` с.ш.), Кръстов (74º 10` с.ш.), Южен Сулменев (74º 20` с.ш.) и Северен Сулменев (74º 30` с.ш.) и о-вите Панкратев (76º08`с.ш.) и протока Маточкин Шар (1823, Михаил Андрианович Лаптев) | Русия                                             |
| 1822              | Уилям Скорсби                                                                           | Изследване на източното крайбрежие на Гренландия между 74º 06` и 69º 13` с.ш. и откриване на п-ов Земя Скорсби (на север от залива Скорсби) | Гренландия                                        |
| 1823              | Едуард Сабин, Дъглас Чарлз Клаверинг (1794 – 1827)                                      | Провеждане на гравиметрични измервания покрай източните брегове на Гренландия и откриване на остров Сабин (74°35′ с. ш. 18°58′ з. д. / 74.583333° с. ш. 18.966667° з. д.) (Едуард Сабин). Изследване на част от източния бряг на Гренландия, вторично откриване на остров Клаверинг (74°18′ с. ш. 21°06′ з. д. / 74.3° с. ш. 21.1° з. д.), а на север от него – откриване на остров Шанън (75°10′ с. ш. 18°20′ з. д. / 75.166667° с. ш. 18.333333° з. д.) (Дъглас Клаверинг) | Гренландия                                        |
| 1824 – 1825       | Уилям Едуард Пари, Джеймс Кларк Рос                                                     | Дооткриване бреговете на протока Принц Риджент на юг до 72º с.ш., като по този начин са открити част от западното крайбрежие на п-ов Бродер (северозападната част на остров Бафинова земя) и почти цялото източното крайбрежие на остров Сомърсет до залива Кресуел | Канада                                            |
| 1824 – 1829       | Иван Никифорович Иванов, Иля Автономович Бережни (1800 – 1839)                          | Хидрографски изследвания и топографски заснемания по източното крайбрежие на Печорско море от Печорския залив до протока Югорски Шар, Карския бряг до 66º и.д. (всъщност целия Югорски п-ов) и остров Вайгач. Изследване на о-вите Гуляеви Кошки, заграждащи от изток Печорския залив, п-ов Руский Заворот (54º и.д.), цялото протежение на Тиманския бряг и северния бряг на п-ов Канин. Картиране брега на Карско море от нос Канин нос (43º 18` и.д.) до устието на Об | Русия                                             |
| 1826              | Джон Франклин, Джордж Бак, Питър Уорън Диз                                              | Откриване на залива Маккензи и група острови в него, в т.ч. остров Кендал (69°30′ с. ш. 135°10′ з. д. / 69.5° с. ш. 135.166667° з. д.) (1825). Откриване и изследване над 700 км от южния бряг на море Бофорт до 149º з.д. на запад, в т.ч. остров Хершел (69°35′ с. ш. 139°05′ з. д. / 69.583333° с. ш. 139.083333° з. д.) | Канада, САЩ                                       |
| 1826              | Джон Ричардсън                                                                          | Откриване и изследване северното крайбрежие на Северна Америка от залива Маккензи на запад до устието на река Копърмейн на изток (114º з.д.) – над 1500 км. Откриване на залива Ливърпул, нос Батърст (70°38′ с. ш. 128°14′ з. д. / 70.633333° с. ш. 128.233333° з. д.), залива Франклин, залива Дарнли 69°35′ с. ш. 123°40′ з. д. / 69.583333° с. ш. 123.666667° з. д. и разположения между тях п-ов Пари. Откриване на южното крайбрежие на п-ов Уолластон (югозападната част на остров Виктория), протока Долфин енд Юниън (на юг от него), залива Коронейшън (вторично) и устието на река Ричардсън | Канада                                            |
| 1826              | Фредерик Уилям Бичи, Едуард Белчер, Томас Елсън                                         | Откриване и частично картиране на северното крайбрежие на Аляска от залива Коцебу до нос Бароу (71°23′31″ с. ш. 156°21′30″ з. д. / 71.391944° с. ш. 156.358333° з. д.) | САЩ                                               |
| 1827              | Балтазар Матиас Кейлхау (1797 – 1858)                                                   | Геоложки изследвания на остров Западен Шпицберген (в района на Ис фиорд), остров Земя принц Карл и остров Едж (1827 г.) | Норвегия                                          |
| 1827 – 1832       | Михаил Рейнеке, Пьотър Пахтусов                                                         | Картографски и хидрографски дейности по северното крайбрежие на Колския п-ов от Седемте о-ва (68°48′ с. ш. 37°30′ и. д. / 68.8° с. ш. 37.5° и. д.) до залива Свети Нос (68°06′ с. ш. 39°40′ и. д. / 68.1° с. ш. 39.666667° и. д.) и цялото крайбрежие на Бяло море. Изследване на Мурманския бряг, в т.ч. Колския залив (69°09′ с. ш. 33°30′ и. д. / 69.15° с. ш. 33.5° и. д.), остров Килдин (69°20′ с. ш. 34°10′ и. д. / 69.333333° с. ш. 34.166667° и. д.), п-ов Рибачи (69°42′ с. ш. 32°40′ и. д. / 69.7° с. ш. 32.666667° и. д.) и около 300 км от течението на река Тулома до езерото Нотозеро | Русия                                             |
| 1827              | Уилям Едуард Пари, Джеймс Кларк Рос, Френсис Крозиър (1796 – 1848)                      | Първи опит към Северния полюс с шейни лодки от Шпицберген и достигане до 82º 45` с.ш. | Норвегия                                          |
| 1829 – 1830       | Вилхелм Август Гро                                                                      | Първо скициране на югоизточното крайбрежие на Гренландия (Бряг Крал Фредерик VІ), от нос Фарвел (59º46`с.ш.) до остров Данеборг (65º20`с.ш.) | Гренландия                                        |
| 1829 – 1833       | Джон Рос, Джеймс Кларк Рос                                                              | Изследване на източното крайбрежие на остров Сомърсет и откриване на източното крайбрежие на п-ов Бутия и на изток от него – залива Бутия (70° с. ш. 89° з. д. / 70° с. ш. 89° з. д.) (Джон Рос). Изследване и пресичане на п-ов Бутия от изток на запад, откриване на провлака, свързващ го с континента и протока Бело, отделящ го от остров Сомърсет. Откриване на протока Джеймс Рос (69°40′ с. ш. 96°30′ з. д. / 69.666667° с. ш. 96.5° з. д., на югозапад от него – остров Кинг Уилям и Северния магнитен полюс (70°05′17″ с. ш. 96°46′45″ з. д. / 70.088056° с. ш. 96.779167° з. д.) (Джеймс Кларк Рос) | Канада                                            |
| 1832 – 1833       | Пьотър Пахтусов                                                                         | Изследване и картиране на целия източен бряг на Южния остров на Нова Земя и откриване на редица заливи, носове и острови, в т.ч. заливите Рейнеке (70°36′ с. ш. 56°35′ и. д. / 70.6° с. ш. 56.583333° и. д.), Савин (71°32′ с. ш. 55°45′ и. д. / 71.533333° с. ш. 55.75° и. д.), Литке (72°26′ с. ш. 55°30′ и. д. / 72.433333° с. ш. 55.5° и. д.) и Шуберт (72°44′ с. ш. 55°47′ и. д. / 72.733333° с. ш. 55.783333° и. д.) | Русия                                             |
| 1833 – 1834       | Джордж Бак                                                                              | Откриване на залива Чантри (67°30′ с. ш. 96°30′ з. д. / 67.5° с. ш. 96.5° з. д.), остров Монреал (67°55′ с. ш. 96°20′ з. д. / 67.916667° с. ш. 96.333333° з. д.) в него и носовете Рос и Бут, на южното крайбрежие на остров Кинг Уилям (1834) | Канада                                            |
| 1834              | Николай Василиевич Широкшин (1809-неизв.)                                               | Изследване на югозападното крайбрежие на Колския п-ов и на западния бряг на Бяло море от Кандалакша на юг до устието на река Кем (65º с.ш.) – около 300 км | Русия                                             |
| 1835              | Пьотър Пахтусов, Август Циволка                                                         | Описание на южния бряг на протока Маточкин Шар и изследване и картиране на части от западния и източния бряг на Северния остров на Нова Земя, в т.ч. о-вите Панкратев (76°10′ с. ш. 60°15′ и. д. / 76.166667° с. ш. 60.25° и. д.), о-вите Горбов (75°56′ с. ш. 59°07′ и. д. / 75.933333° с. ш. 59.116667° и. д.), Южните Крестови о-ви (76°02′ с. ш. 59°33′ и. д. / 76.033333° с. ш. 59.55° и. д.) и откриване на о-вите Пахтусов (74°25′ с. ш. 59°18′ и. д. / 74.416667° с. ш. 59.3° и. д.) | Русия                                             |
| 1837              | Карл Ернст фон Баер, Август Циволка                                                     | Комплексни естественоисторически изследвания на Нова Земя (геоморфология, флора, фауна). Топографско картиране на планинските масиви около протока Маточкин Шар | Русия                                             |
| 1837 – 1839       | Питър Уорън Диз, Томас Симпсън                                                          | 1837: Изследване на северното крайбрежие на Северна Америка на запад от делтата на река Маккензи до нос Бароу (71°23′ с. ш. 156°29′ з. д. / 71.383333° с. ш. 156.483333° з. д.) и откриване на залива Диз (155º 40` з.д.), нос Симпсън (1 август, 70°59′ с. ш. 154°34′ з. д. / 70.983333° с. ш. 154.566667° з. д.) и залива Смит (70°52′ с. ш. 154°20′ з. д. / 70.866667° с. ш. 154.333333° з. д.); 1838: Изследване на заливите Коронейшън и Батърст и достигане на север до 68°16′ с. ш. 109°20′ з. д. / 68.266667° с. ш. 109.333333° з. д.; 1839: Откриване на протока Диз (68º 50` с.ш., отделящ п-ов Кент от остров Виктория), нос Александър (68°56′ с. ш. 106°11′ з. д. / 68.933333° с. ш. 106.183333° з. д.), залива Куин Мод (68°20′ с. ш. 102°00′ з. д. / 68.333333° с. ш. 102° з. д.), протока Симпсън (97º 40` з.д., отделящ п-ов Аделаида от остров Кинг Уилям) и достигане в залива Чантри до 68°28′ с. ш. 94°14′ з. д. / 68.466667° с. ш. 94.233333° з. д.. Изследване на около 100 км от южния бряг на остров Кинг Уилям и около 250 км от югозападния бряг на остров Виктория | Канада, САЩ                                       |
| 1838              | Александър Филипович Кашеваров (1809 – 1870)                                            | Първо описасание и картиране на крайбрежието на Аляска между залива Коцебу и нос Бароу (50 км източно от него) | САЩ                                               |
| 1839              | Август Циволка, Степан Мойсеев                                                          | Изследване на западното крайбрежие на Нова Земя в района на Крестовския залив (74°06′ с. ш. 55°35′ и. д. / 74.1° с. ш. 55.583333° и. д.) | Русия                                             |
| 1845 – 1846       | Джон Франклин, Френсис Крозиър                                                          | 1845: Вторично откриване на протока Уелингтън (отделящ островите Девън и Корнуолис), откриване на цялото западно крайбрежие на остров Девън, протока Крозиър (между Корнуолис на изток и Батърст на запад), източния бряг на остров Батърст и обикаляне на остров Корнуолис; 1846: Откриване на протока Пил (между остров Сомърсет на изток и остров Принц Уелски на запад) и протока Франклин (продължение на протока Пил на югозапад, отделящ п-ов Бутия от остров Принц Уелски) (1846) | Канада                                            |
| 1846 – 1847       | Джон Рей                                                                                | 1846: Изследвана на западния бряг на Хъдсъновия залив от устието на река Чърчил на север до залива Репалс (66º 20` с.ш.). Пресичане от юг на север на провлака Рей (свързващ п-ов Мелвил с континента) и откриване на залива Комити (69°00′ с. ш. 87°00′ з. д. / 69° с. ш. 87° з. д.), разположен между п-ов Мелвил на изток и п-ов Симпсън на запад; 1847: Откриване и картиране на западния бряг на залива Комити и п-ов Симпсън, достигане до залива Лорд Мер (69°45′ с. ш. 92°00′ з. д. / 69.75° с. ш. 92° з. д., на югоизточното крайбрежие на п-ов Бутия) и изследване на източния бряг на залива Комити, като по този начин завършва откриването на бреговете на п-ов Мелвил | Канада                                            |
| 1848 – 1849       | Джеймс Кларк Рос, Френсис Макклинток, Джон Ричардсън                                    | Изследване брега на Северна Америка от устието на Маккензи до п-ов Бутия (Джон Ричардсън). Изследване на северното и западното крайбрежие на остров Сомърсет на юг до 72º 38` с.ш. и откриване на източното крайбрежие на остров Принц Уелски (Джеймс Кларк Рос, Френсис Макклинток) | Канада                                            |
| 1848 – 1864       | Хенрик Йохан Ринк                                                                       | Завършване в общи линии на изследването и картирането на западното и южно крайбрежие на Гренландия | Гренландия                                        |
| 1849              | Хенри Келет                                                                             | Откриване на остров Хералд (71°24′ с. ш. 175°40′ з. д. / 71.4° с. ш. 175.666667° з. д.) в Чукотско море | Русия                                             |
| 1850              | Едуин Де Хейвън, Илайша Кент Кейн                                                       | Откриване на п-ов Гринел (76°40′ с. ш. 95°00′ з. д. / 76.666667° с. ш. 95° з. д., северозападната част на остров Девън) и достигане на север до 75º 24` с.ш. в протока Уелингтън | Канада                                            |
| 1850 – 1851       | Хорацио Остин, Еразъм Омани, Шерард Осбърн, Френсис Макклинток, Браун                   | Пресичане на протока Бароу и откриване на северния и северозападен бряг на остров Принц Уелски до залива Омани (73°05′ с. ш. 101°10′ з. д. / 73.083333° с. ш. 101.166667° з. д.) (Еразъм Омани). Изследване на западния бряг на остров Принц Уелски на юг от залива Омани (73°05′ с. ш. 101°10′ з. д. / 73.083333° с. ш. 101.166667° з. д.) до нос Шерерд Осбърн (72°14′ с. ш. 101°29′ з. д. / 72.233333° с. ш. 101.483333° з. д.) (Шерард Осбърн). Изследване на южното и югозападно крайбрежие на остров Батърст, пресичане на протока Остин (проток))Остин (между Батърст на североизток и остров Байам-Мартин на югозапад), изследване на остров Байам-Мартин, пресичане на протока Байам (между Байам-Мартин на изток и остров Мелвил на запад) и достигане до остров Мелвил (Френсис Макклинток). Откриване и картиране на източния бряг на остров Принц Уелски на север от 72º49`с.ш., в т.ч. залива Браун (73°10′ с. ш. 97°35′ з. д. / 73.166667° с. ш. 97.583333° з. д.) (Браун) | Канада                                            |
| 1850 – 1851       | Робърт Макклур, Робърт Хасуел                                                           | Откриване на Северозападния проход. Откриване на протока Принц Уелски (между остров Банкс на северозапад и остров Виктория на югоизток) (1850). Откриване и изследване на южния и западния бряг на остров Банкс, протока Макклур (между Банкс на юг и островите Принц Патрик и Мелвил на север), явяващ се последен, най-западен от Северозападния проход, северозападната част на остров Виктория – п-ов Принц Алберт и заливите Принц Алберт (71°20′ с. ш. 117°00′ з. д. / 71.333333° с. ш. 117° з. д.), Ричард Колинсън (72°45′ с. ш. 113°52′ з. д. / 72.75° с. ш. 113.866667° з. д.) и Уиниат (72°36′ с. ш. 110°52′ з. д. / 72.6° с. ш. 110.866667° з. д.) | Канада                                            |
| 1851              | Уилям Пени                                                                              | Изследване на двата бряга на протока Уелингтън (между островите Девън на изток и Корнуолис на запад). Откриване на север от остров Корнуолис на остров Бейли Хамилтън (75°52′ с. ш. 94°36′ з. д. / 75.866667° с. ш. 94.6° з. д.), на северозапад от него – протока Куинс Чанъл, остров Дъндас в него, протока Пени (между островите Батърст на югозапад и Девън на североизток) и няколко малки острова (Хустън Стюарт, Баринг, Крозиър и др.) на север и запад от Бейли Хамилтън | Канада                                            |
| 1851              | Джон Рей                                                                                | Изследване на цялото южно и югоизточно крайбрежие на остров Виктория от нос Баринг на запад до 70°30′ с. ш. 101°00′ з. д. / 70.5° с. ш. 101° з. д. на изток | Канада                                            |
| 1851 – 1853       | Ричард Колинсън                                                                         | Вторично откриване на протока Принц Уелски (между островите Банкс на северозапад и Виктория на югоизток), плаване в него до 73º 30` с.ш., заобикаляне от юг остров Банкс и плаване на север в море Бофорт (1851). Изследване на п-ов Дъндас (най-западната част на остров Виктория) (1852). Изследване на югоизточното крайбрежие на остров Виктория и вторично откриване на протока Виктория (между островите Виктория на северозапад и Кинг Уилям на югоизток), полуостров Колинсън (най-източната част на остров Виктория) и остров Гейтсхед (71°20′ с. ш. 100°20′ з. д. / 71.333333° с. ш. 100.333333° з. д., на североизток от п-ов Колинсън) | Канада                                            |
| 1852              | Едуард Огъстъс Инглфилд                                                                 | Първо проникване в протока Смит, разделящ остров Елсмиър от Гренландия, изследване на Китовия залив (77º 30` с.ш., на северозападното крайбрежие на Гренландия) и откриване на продължението му, тесния залив Инглфилд и водещите към него протоци Валсун и Мърчисън, отделящи двата острова от Гренландия, откриване на островите Нортъмбърланд на запад и Хърбърт на изток и достигане в протока Смит до 78º35`с.ш., рекордна за това време географски ширина. Картиране на голяма част от източното крайбрежие на остров Бафинова земя | Канада, Гренландия                                |
| 1852              | Уилям Кенеди, Жозеф Рене Бело                                                           | Окончателно установяване на контурите на Северна Америка след вторичното откриване на протока Бело (72°00′ с. ш. 94°20′ з. д. / 72° с. ш. 94.333333° з. д.), отделящ п-ов Бутия на юг от остров Съмърсет на север | Канада                                            |
| 1852 – 1853       | Едуард Белчер, Хенри Келет, Френсис Макклинток, Джордж Мийкам, Джордж Хенри Ричардс     | Едуард Белчер: Откриване на остров Корнуол (77°40′ с. ш. 95°00′ з. д. / 77.666667° с. ш. 95° з. д.) и протока Белчер (77°10′ с. ш. 93°00′ з. д. / 77.166667° с. ш. 93° з. д.), отделящ го на юг от п-ов Гринел (1852). Откриване на протока Кардигън, остров Норт Кент (76°40′ с. ш. 90°20′ з. д. / 76.666667° с. ш. 90.333333° з. д.), западния вход на протока Джонс (отделящ остров Девън на юг от остров Елсмиър на север) и Артур фиорд (76°35′ с. ш. 93°10′ з. д. / 76.583333° с. ш. 93.166667° з. д.), почти отделящ п-ов Гринел от останалата част на остров Девън (1853). Хенри Келет: Откриване и картиране на западното крайбрежие и вътрешните райони на остров Принс Патрик, северозападното крайбрежие на островите Мелвил и Емералд и протоците Фицуилям и Келет (1853). Френсис Макклинток: Откриване и картиране на северозападното крайбрежие на остров Мелвил, остров Принц Патрик (76°45′ с. ш. 119°30′ з. д. / 76.75° с. ш. 119.5° з. д.), западното крайбрежие на остров Мелвил, източното и северно крайбрежие на Принц Патрик до залива Сателайт (77°23′ с. ш. 117°16′ з. д. / 77.383333° с. ш. 117.266667° з. д., на северното крайбрежие) и остров Емералд (76°48′ с. ш. 114°07′ з. д. / 76.8° с. ш. 114.116667° з. д.) (1853). Джордж Мийкам: Откриване и картиране на южния бряг на остров Мелвил, остров Еглинтън, протока Крозиър (между Еглинтън на югоизток и остров Принц Патрик северозапад), северното крайбрежие на протока Макклур (най-западния проток от Северозападния проход) и около 200 км от северозападното крайбрежие на остров Принц Патрик до залива Сателайт (77°25′ с. ш. 117°05′ з. д. / 77.416667° с. ш. 117.083333° з. д.) (1853). Джордж Хенри Ричардс: Откриване на северното крайбрежие на остров Батърст, на север от него – архипелага Баркли и група от 4 големи острова (Александър, Маси, Вание и Камерън), разположени на северозапад от Батърст. Пресичане от изток на запад на протока Байам Мартин, изследване източната част на остров Мелвил и картиране на п-ов Сабин в северната част на острова (1853) | Канада                                            |
| 1853 – 1854       | Илайша Кент Кейн, Айзък Израел Хейс, Ханс Хендрик (1834 – 1889), Уилям Мортън           | Илайша Кент Кейн: Откриване на Басейна Кейн (на север от протока Смит) и ледника Хумболт, спускащ се в залива Пибоди в Северозападна Гренландия (1853 – 1854). Айзък Израел Хейс: Откриване, изследване и картиране източното крайбрежие на Елсмиър от остров Пим (78º 45` с.ш.) на юг до залива Добин (79º 45` с.ш.) на север, т.нар. Земя Гринел, в т.ч. залива Принцеса Мария (79°20′ с. ш. 77°00′ з. д. / 79.333333° с. ш. 77° з. д.) и фиорда Бюкенан (79°00′ с. ш. 75°30′ з. д. / 79° с. ш. 75.5° з. д.) (1854). Ханс Хендрик: Изследване на югоизточните, източните и североизточните брегове на Басейна Кейн и откриване на южното крайбрежие на п-ов Земя Вашингтон (в Северозападна Гренландия) и протока Кенеди (на запад от полуострова), в който достига до 81º 22` с.ш. (1854). Уилям Мортън: Откриване на залива Пибоди (79° с. ш. 66° з. д. / 79° с. ш. 66° з. д.), край северозападния бряг на Гренландия (1854) | Канада, Гренландия                                |
| 1853 – 1854       | Джон Рей                                                                                | Изследване и картиране на западното крайбрежие на п-ов Бутия | Канада                                            |
| 1858 – 1859       | Джемс Ламонт (1828 – 1913)                                                              | Изследване на източния бряг на остров Едж и протока Стур фиорд в архипелага Шпицберген и откриване на протока Джиневра (78°35′ с. ш. 20°30′ и. д. / 78.583333° с. ш. 20.5° и. д.) в северната част на протока Стур фиорд | Норвегия                                          |
| 1860 – 1861       | Айзък Израел Хейс, Ханс Хендрик                                                         | Изследване на северния купол на Гренландия в района на п-ов Хейс (1860). Поход на ски през протока Кенеди до 81º 35` с.ш., откриване на п-ов Джадж Дейли (в северната част на остров Елсмиър, 81°05′ с. ш. 66°50′ з. д. / 81.083333° с. ш. 66.833333° з. д.), залива Лейди Франклин (81°40′ с. ш. 66°00′ з. д. / 81.666667° с. ш. 66° з. д.) и нос Юнион (североизточната точка на Елсмиър, 82°15′ с. ш. 61°10′ з. д. / 82.25° с. ш. 61.166667° з. д.) (1861) | Канада, Гренландия                                |
| 1860 – 1862       | Чарлз Френсис Хол, Джоузеф Ебербинг                                                     | Изследване на п-ов Хол в югоизточната част на остров Бафинова земя | Канада                                            |
| 1861              | Ото Мартин Торел, Адолф Ерик Норденшелд, Карл Хидениус (1834 – 1864)                    | 1. От залива Белсун преминаване на север покрай остров Западен Шпицберген до 80° с.ш., а след това на изток до 17° и.д. Изследване на протока Хинлопен, откриване на Ломе фиорд (на 17º 50` и.д.), изследване на островите Пари и Фипс от о-вите Седем Острова (80°45′ с. ш. 20°50′ и. д. / 80.75° с. ш. 20.833333° и. д.), п-ов Земя Принц Оскар (23º и.д., на северното крайбрежие на остров Североизточна Земя) и на изток от него откриване на Дуве фиорд (80°20′ с. ш. 23°40′ и. д. / 80.333333° с. ш. 23.666667° и. д.) (Ото Мартин Торел и Адолф Ерик Норденшелд). 2. Първо изследване на п-ов Ню Фрислан – крайната северна част на остров Западен Шпицберген, откриване на връх Нютон (1712 м, най-високата точка на целия архипелаг), изследване на северозападното крайбрежие на остров Североизточна Земя от протока Хинлопен до п-ов Лапония (на 20° и.д.), протока Хинлопен и целия Ломе фиорд и откриване по бреговете им на няколко ледника (Карл Хидениус) | Норвегия                                          |
| 1863              | Елинг Карлсен                                                                           | Изследване на протока Хинлопен (79°20′ с. ш. 20°00′ и. д. / 79.333333° с. ш. 20° и. д.), разделящ островите Западен Шпицберген и Североизточна Земя, откриване на островите Рос (80°49′ с. ш. 20°21′ и. д. / 80.816667° с. ш. 20.35° и. д.) и Стурьо (80°08′ с. ш. 27°42′ и. д. / 80.133333° с. ш. 27.7° и. д.), Източното ледено поле (на източното крайбрежие на остров Североизточна Земя) и о-вите Земя Крал Карл (78°55′ с. ш. 28°20′ и. д. / 78.916667° с. ш. 28.333333° и. д.) | Норвегия                                          |
| 1864              | Адолф Ерик Норденшелд                                                                   | Изследване на заливите Ис фиорд (78°20′ с. ш. 15°00′ и. д. / 78.333333° с. ш. 15° и. д.), Белсун (77°45′ с. ш. 15°00′ и. д. / 77.75° с. ш. 15° и. д.) и Хорнсун (76°58′ с. ш. 15°44′ и. д. / 76.966667° с. ш. 15.733333° и. д.), п-ов Земя Сьоркап (в най-южната част на остров Западен Шпицберген) и протока Стур фиорд и вторично откриване на о-вите Земя Крал Карл (78°55′ с. ш. 28°20′ и. д. / 78.916667° с. ш. 28.333333° и. д.) | Норвегия                                          |
| 1867              | Фредерик Рьонбек                                                                        | Откриване на остров Вилхелм (79°05′ с. ш. 20°30′ и. д. / 79.083333° с. ш. 20.5° и. д.) и о-вите Вайгат (79°20′ с. ш. 19°30′ и. д. / 79.333333° с. ш. 19.5° и. д.) в протока Хинлопен на североизток от остров Западен Шпицберген | Норвегия                                          |
| 1867              | Томас Лонг                                                                              | Откриване на остров Врангел (71°15′ с. ш. 180°00′ и. д. / 71.25° с. ш. 180° и. д.), протока Лонг, отделящ го от континента и първо изследване на южния бряг на острова | Русия                                             |
| 1868              | Адолф Ерик Норденшелд                                                                   | Подробно картиране на Ис фиорд и протока Форлансунет, Вуд фиорд (79°30′ с. ш. 13°45′ и. д. / 79.5° с. ш. 13.75° и. д.) и западното му разклонение Лифде фиорд и Мечия остров | Норвегия                                          |
| 1869              | Карл Нейман                                                                             | Изследване и топографско картиране на Мечите о-ви | Русия                                             |
| 1869 – 1870       | Едуард Холм Йоханесен (1844 – 1901)                                                     | Картиране на част от северните брегове на Нова Земя | Русия                                             |
| 1869 – 1870       | Карл Колдевей, Юлиус Пайер                                                              | Изследване на източното крайбрежие на Гренландия между 73º и 77º с.ш. и откриване на остров Кун (74°50′ с. ш. 20°16′ з. д. / 74.833333° с. ш. 20.266667° з. д.), протока, отделящ го на запад от Гренландия, Бряг Земя Пайер, нос Бисмарк (76°41′ с. ш. 18°32′ з. д. / 76.683333° с. ш. 18.533333° з. д.), остров Голям Колдевей (76°20′ с. ш. 18°50′ з. д. / 76.333333° с. ш. 18.833333° з. д.), залива Дов (76°30′ с. ш. 20°20′ з. д. / 76.5° с. ш. 20.333333° з. д.), Земя Кайзер Вилхелм (75 – 76º с.ш.) и Франц Йосиф фиорд (73°30′ с. ш. 24°12′ з. д. / 73.5° с. ш. 24.2° з. д.) | Гренландия                                        |
| 1870, 1883        | Адолф Ерик Норденшелд                                                                   | Изследване на западните вътрешни райони на Гренландия | Гренландия                                        |
| 1870              | Теодор фон Хойглин                                                                      | Физикогеографски изследване и топографско картиране на островите Едж и Баренц в архипелага Шпицберген | Норвегия                                          |
| 1871              | Пьотър Кропоткин                                                                        | Теоретично доказване наличието на архипелага Земя на Франц Йосиф | Русия                                             |
| 1871              | Чарлз Френсис Хол, Ханс Хендрик, Джоузеф Ебербинг                                       | Откриване на Басейна Хол, протока Робсън, море Линкълн, в което плава на север до 82º 26` с.ш., п-ов Земя Хол (в Северозападна Гренландия), залива Нюмън (81°45′ с. ш. 59°00′ з. д. / 81.75° с. ш. 59° з. д.), п-ов Земя Нюебое (81°50′ с. ш. 56°00′ з. д. / 81.833333° с. ш. 56° з. д.) и ледника Петерман, спускащ се от юг в Басейна Хол | Канада, Гренландия                                |
| 1871 – 1873       | Бенджамин Ли Смит                                                                       | Изследване на южния край на Леденото поле на остров Североизточна Земя между 21 – 25º и.д., северния бряг на Североизточна Земя до нос Ли Смит (80°09′ с. ш. 26°49′ и. д. / 80.15° с. ш. 26.816667° и. д.), протока Хинлопен, откриване на залива Вибе и достигане на север до 81º 24` с.ш. | Норвегия                                          |
| 1873              | Адолф Ерик Норденшелд                                                                   | Изследване на северното крайбрежие на остров Североизточна Земя и първо пресичане на Източното Ледено поле от североизток на югозапад до Валенберг фиорд, 79°45′ с. ш. 20°40′ и. д. / 79.75° с. ш. 20.666667° и. д.) | Норвегия                                          |
| 1873 – 1874       | Юлиус фон Пайер, Карл Вайпрехт                                                          | Откриване на архипелага Земя на Франц Йосиф (30 август 1873), в т.ч. островите Вилчек (79°56′ с. ш. 58°42′ и. д. / 79.933333° с. ш. 58.7° и. д.), Хол (80°19′ с. ш. 57°59′ и. д. / 80.316667° с. ш. 57.983333° и. д.), Салм (80°04′ с. ш. 59°16′ и. д. / 80.066667° с. ш. 59.266667° и. д.), Земя Вилчек (80°35′ с. ш. 60°30′ и. д. / 80.583333° с. ш. 60.5° и. д.), Ла Ронсиер (80°59′ с. ш. 61°00′ и. д. / 80.983333° с. ш. 61° и. д.), Райнер (81°22′ с. ш. 58°59′ и. д. / 81.366667° с. ш. 58.983333° и. д.), Карл Александър (81°28′ с. ш. 57°37′ и. д. / 81.466667° с. ш. 57.616667° и. д.), Рудолф (81°47′ с. ш. 58°40′ и. д. / 81.783333° с. ш. 58.666667° и. д.), Винер Нойщад (80°48′ с. ш. 58°31′ и. д. / 80.8° с. ш. 58.516667° и. д.), Хейс (80°34′ с. ш. 57°42′ и. д. / 80.566667° с. ш. 57.7° и. д.) и Макклинток (80°11′ с. ш. 56°34′ и. д. / 80.183333° с. ш. 56.566667° и. д.), протока Австрийски канал (отделящ източната островна група от централната), залива Теплиц и нос Флигели (81°51′ с. ш. 59°14′ и. д. / 81.85° с. ш. 59.233333° и. д., най-северната точка на Европа) | Русия                                             |
| 1875              | Адолф Ерик Норденшелд                                                                   | Доказване островното положение на остров Диксон и откриване на удобния залив Диксон (73°29′ с. ш. 80°34′ и. д. / 73.483333° с. ш. 80.566667° и. д.) | Русия                                             |
| 1875 – 1876       | Джордж Нерс, Албърт Маркам, Пелам Олдрич, Л. А. Бомон                                   | Джордж Нерс: Свободно плаване на север в море Линкълн до 82º 24` с.ш. (1875). Албърт Маркам: Достигане със ски до 83º 20' 26“ с.ш. (1876). Пелам Олдрич: Откриване и картиране на северния бряг на остров Елсмиър на протежение около 300 км (до нос Алерт, 82°26′ с. ш. 85°42′ з. д. / 82.433333° с. ш. 85.7° з. д.), в т.ч. крайбрежната планина Чалънджър, нос Колумбия (83°07′ с. ш. 70°01′ з. д. / 83.116667° с. ш. 70.016667° з. д., най-северната точка на Канадския Арктичен архипелаг), заливите Маркам Инлет (82°50′ с. ш. 66°30′ з. д. / 82.833333° с. ш. 66.5° з. д.) и Йелвертън (82°23′ с. ш. 83°18′ з. д. / 82.383333° с. ш. 83.3° з. д.) (1876). Л. А. Бомон: Откриване на участък от крайбрежието на Гренландия, граничещо с море Линкълн от протока Робсън на изток-североизток до Земя Нерс, в т.ч. Земя Вулф (разположена между фиордите Шерард Осбърн на югозапад и Виктория на североизток) и малкия остров Бомон (82°47′ с. ш. 50°01′ з. д. / 82.783333° с. ш. 50.016667° з. д.), на север от Земя Вулф (1876) | Канада, Гренландия                                |
| 1876              | Юхан Хелсен                                                                             | Откриване на остров Бели (Витьо) 80°10′ с. ш. 32°40′ и. д. / 80.166667° с. ш. 32.666667° и. д.) в архипелага Шпицберген | Норвегия                                          |
| 1876, 1880 – 1881 | Густав Холм                                                                             | Подробно геоложко изследване на югоизточното крайбрежие на Гренландия на юг до нос Фарвел (59º 45` с.ш., най-южната точка на Гренландия) | Гренландия                                        |
| 1878 – 1879       | Адолф Ерик Норденшелд, Едуард Холм Йоханесен (1844 – 1901)                              | Първо плаване по Северния морски път (от запад на изток) с едно зимуване. Откриване на остров Уединение (77°00′ с. ш. 82°25′ и. д. / 77° с. ш. 82.416667° и. д.) в Карско море (1878) | Русия                                             |
| 1879              | Де Брейн                                                                                | Откриване на остров Хукър (80°14′ с. ш. 53°02′ и. д. / 80.233333° с. ш. 53.033333° и. д.) в архипелага Земя на Франц Йосиф | Русия                                             |
| 1880              | Бенджамин Ли Смит                                                                       | Изследване на архипелага Земя на Франц Йосиф и откриване на островите Хукър (вторично, 80°14′ с. ш. 53°02′ и. д. / 80.233333° с. ш. 53.033333° и. д.), Брус (80°03′ с. ш. 50°00′ и. д. / 80.05° с. ш. 50° и. д.), Нортбрук (79°59′ с. ш. 50°58′ и. д. / 79.983333° с. ш. 50.966667° и. д.), Брейди (80°16′ с. ш. 55°17′ и. д. / 80.266667° с. ш. 55.283333° и. д.), Земя Принц Джордж (80°29′ с. ш. 49°20′ и. д. / 80.483333° с. ш. 49.333333° и. д.) и Земя Александър (80°39′ с. ш. 46°50′ и. д. / 80.65° с. ш. 46.833333° и. д.). Изследване и на шест протока, разделящи тези острови, в т.ч. и южната част на протока Британски канал | Русия                                             |
| 1881              | Джордж Вашингтон де Лонг                                                                | Откриване на о-вите Де Лонг, в т.ч. островите Жанета (76°43′ с. ш. 158°07′ и. д. / 76.716667° с. ш. 158.116667° и. д.), Хенриета (77°06′ с. ш. 156°30′ и. д. / 77.1° с. ш. 156.5° и. д.) и Бенет (76°44′ с. ш. 149°30′ и. д. / 76.733333° с. ш. 149.5° и. д.) | Русия                                             |
| 1881              | Р. Бери                                                                                 | Топографско картиране на източните, западните и голяма част от северните брегове на остров Врангел и извършване на първото изследване на вътрешността му | Русия                                             |
| 1881 – 1882       | Адолфъс Грийли, Джеймс Локууд                                                           | Адолфъс Грийли: Изследване на п-ов Земя Грант (северната част на остров Елсмиър) и откриване на езерото Хейзън (81°46′ с. ш. 71°05′ з. д. / 81.766667° с. ш. 71.083333° з. д.), на север от него хребета Юнайтед Стейтс. Джеймс Локууд: Откриване на западното крайбрежие на острова – фиорда Грийли (80°30′ с. ш. 81°40′ з. д. / 80.5° с. ш. 81.666667° з. д.) и продължението му на североизток фиорда Танкуери | Канада                                            |
| 1882 – 1883       | Соломон Август Андре                                                                    | Физикогеографски изследвания на архипелага Шпицберген | Норвегия                                          |
| 1883              | Джордж Стоуни                                                                           | Детайлно картиране на залива Хотам (66°40′ с. ш. 162°00′ з. д. / 66.666667° с. ш. 162° з. д.) в Аляска | САЩ                                               |
| 1883 – 1885       | Густав Холм                                                                             | Изследване на югоизточното крайбрежие на Гренландия от нос Фарвел до нос Густав Холм (66º 30` с.ш.) | Гренландия                                        |
| 1884              | Франц Боас (1858 – 1942)                                                                | Изследване на остров Бафинова земя и окончателно доказване, че остров Байлот не е полуостров на Бафинова земя | Канада                                            |
| 1884 – 1886       | Александър Александрович Бунге, Едуард Тол                                              | Физикогеографски изследвания и топографско картиране на крайбрежието между Лена и Колима и Новосибирските о-ви | Русия                                             |
| 1887 – 1896       | И. Иванов                                                                               | Систематични геодезически заснемания и топографски картирания по западното крайбрежие на Нова Земя | Русия                                             |
| 1888              | Фритьоф Нансен, Ото Свердруп                                                            | Първо пресичане на ледения купол на Гренландия от изток на запад по 64° с.ш. | Гренландия                                        |
| 1888 – 1890       | Георг Карл Амдруп                                                                       | Изследване на участък от източния бряг на Гренландия между Северната полярна окръжност и 72º с.ш., с изключение на залива Скорсби | Гренландия                                        |
| 1889              | Хеминг Андреасен                                                                        | Откриване на протока Риваленсунет, разделящ островите Свенскьо на запад от Конгсьо на изток в архипелага Шпицберген | Норвегия                                          |
| 1890              | Густав Ерик Адолф Норденшелд (1868 – 1895)                                              | Изследване на п-ов Земя Ведел Ярлсберг, простиращ се между заливите Хорнсун и Белсун в Шпицберген и детайлно картиране на Ис фиорд (78°20′ с. ш. 15°00′ и. д. / 78.333333° с. ш. 15° и. д.) | Норвегия                                          |
| 1891 – 1892       | Карл Рюдер                                                                              | Завършване на изследването на залива Скорсби и откриване двата големи полуострова – Земя Госе (70°15′ с. ш. 27°30′ з. д. / 70.25° с. ш. 27.5° з. д.) и Земя Реклан (71°00′ с. ш. 26°30′ з. д. / 71° с. ш. 26.5° з. д.) и големия остров Земя Милн (75º 35` с.ш.). | Гренландия                                        |
| 1891 – 1893       | Ерих фон Дригалски                                                                      | Геофизични и географски изследвания на западното крайбрежие на Гренландия и на континенталния ледник | Гренландия                                        |
| 1892 – 1895       | Робърт Пири                                                                             | Комплексни физикогеографски изследвания на Северна Гренландия (1892 – 1895). Първо двойно пресичане на Северна Гренландия от Земя Прудхо (на север от залива Инглфилд) в североизточно направление до Индепенденс фиорд (82°05′ с. ш. 30°00′ з. д. / 82.083333° с. ш. 30° з. д.) и откриване на север от него на п-ов Земя Пири с планината Рузвелт (1892) | Гренландия                                        |
| 1893              | Едуард Тол, Евгений Николаевич Шилейко                                                  | Изследване на Новосибирските о-ви и уточняване положението на Анабарския залив | Русия                                             |
| 1893 – 1896       | Фритьоф Нансен, Ото Свердруп, Фредерик Йохансен (1867 – 1913)                           | Тригодишен леден дрейф на кораба „Фрам“ в Северния ледовит океан. 1893: Откриване на остров Свердруп (74°35′ с. ш. 79°29′ и. д. / 74.583333° с. ш. 79.483333° и. д.), о-вите Скот-Хансен (75°18′ с. ш. 86°26′ и. д. / 75.3° с. ш. 86.433333° и. д.), архипелага Норденшелд, в т.ч. островите Рингнес (75°38′ с. ш. 88°02′ и. д. / 75.633333° с. ш. 88.033333° и. д.), Мона (75°42′ с. ш. 88°40′ и. д. / 75.7° с. ш. 88.666667° и. д.), Нансен (76°15′ с. ш. 94°50′ и. д. / 76.25° с. ш. 94.833333° и. д.) и др., Оскар (76°23′ с. ш. 99°22′ и. д. / 76.383333° с. ш. 99.366667° и. д.), заливите Тол (76°35′ с. ш. 100°30′ и. д. / 76.583333° с. ш. 100.5° и. д.) и Гафнер (76°25′ с. ш. 102°00′ и. д. / 76.416667° с. ш. 102° и. д.) и о-вите Хейберг (77°39′ с. ш. 101°30′ и. д. / 77.65° с. ш. 101.5° и. д.). 1895: Откриване на о-вите Бяла Земя (81°40′ с. ш. 63°20′ и. д. / 81.666667° с. ш. 63.333333° и. д.), включващи островите Ева Лив, Аделаида и Фреден в архипелага Земя на Франц Йосиф | Русия                                             |
| 1894              | Овин Тревор-Бети                                                                        | Детайлни физикогеографски изследвания на остров Колгуев | Русия                                             |
| 1894 – 1896       | Андрей Вилкицки                                                                         | Хидрографска експедиция за изследване морското крайбрежие от устието на река Печора до устието на Енисей, в т.ч. Обския и Енисейски заливи и островите Вилкицки (73°28′ с. ш. 75°45′ и. д. / 73.466667° с. ш. 75.75° и. д.) и Сибиряков (72°52′ с. ш. 79°07′ и. д. / 72.866667° с. ш. 79.116667° и. д.) | Русия                                             |
| 1894 – 1897       | Фредерик Джорд Джаксън                                                                  | Картиране на значителна част от архипелага Земя на Франц Йосиф и откриване на островите Джаксън (81°15′ с. ш. 56°40′ и. д. / 81.25° с. ш. 56.666667° и. д.), Земя Джордж (вторично, 80°30′ с. ш. 49°00′ и. д. / 80.5° с. ш. 49° и. д.), Нансен, Луиджи, Солсбъри и Артур (81°06′ с. ш. 50°39′ и. д. / 81.1° с. ш. 50.65° и. д.), протока Британски Канал и п-ов Армитидж в северната част на остров Земя Джордж | Русия                                             |
| 1895              | Адриан Жерлаш дьо Гомери                                                                | Физикогеографски изследвания на остров Ян Майен | Норвегия                                          |
| 1895              | Феодосий Чернишов                                                                       | Изследване на крайбрежните западни райони на Южния остров на Нова Земя на север от 72º 22` с.ш. до протока Маточкин Шар и пресичане на острова от запад на изток по 72º с.ш. | Русия                                             |
| 1896 – 1897       | Уилям Конуей                                                                            | 1896: Изследване на п-ов Земя Норденшелд, разположена в западната част на остров Западен Шпицберген между заливите Ис фиорд на север и Белсун (с Ван Мейен фиорд) на юг и пресичане на острова от запад на изток по 78º с.ш. до протока Стур фиорд; 1897: Изследване на Земя Диксон в централната част на острова, платото Холтедал и Земя Оскар II (между Нур фиорд и протока Форлансунет) | Норвегия                                          |
| 1897              | Соломон Август Андре                                                                    | Първи опит за прелитане с балон от Шпицберген до Северна Америка. Достигане до 82º 56` с.ш. | Норвегия                                          |
| 1898              | Алфред Натхорст                                                                         | Изследване на фиорда Франц Йосиф (на източното крайбрежие на Гренландия) и откриване на п-ов Земя Андре (73°40′ с. ш. 26°00′ з. д. / 73.666667° с. ш. 26° з. д.), фиорда Конг Оскарс (Крал Оскар 72°20′ с. ш. 23°40′ з. д. / 72.333333° с. ш. 23.666667° з. д.), полуостровите Земя Зюс и Земя Натхорст и група острови, в т.ч. Имер (73°10′ с. ш. 24°20′ з. д. / 73.166667° с. ш. 24.333333° з. д.) и Трейл (72°35′ с. ш. 23°20′ з. д. / 72.583333° с. ш. 23.333333° з. д.) | Гренландия                                        |
| 1898 – 1901       | Феодосий Чернишов, Александър Василиев, Едвард Йедерин (1852 – 1923)                    | Извършване на градусни измервания на архипелага Шпицберген (Феодосий Чернишов). Пресичане няколко пъти на Земя Сьоркап (североизточната част на остров Западен Шпицберген), откриване и картиране на редица планински масиви, в т.ч. връх Нютон (вторично, 1712 м), най-високия на архипелага и ледника Василиев (Александър Василиев). Откриване на Еуст фиорд (79°00′ с. ш. 16°20′ и. д. / 79° с. ш. 16.333333° и. д.) в южната част на Вейде фиорд и изследване на планините на п-ов Ню-Фрислан (Едвард Йедерин) | Норвегия                                          |
| 1898 – 1901       | Андрей Вилкицки                                                                         | Изследване и топографско картиране устието на река Енисей и южните брегове на Карско море | Русия                                             |
| 1898 – 1902       | Ото Свердруп, Гунар Исаксен, Едвард Бай (Бей), Олаф Ронес                               | Пресичане на остров Елсмиър и откриване на Бей фиорд (78°52′ с. ш. 83°35′ з. д. / 78.866667° с. ш. 83.583333° з. д.), протока Юрика и остров Аксел Хайберг. Дооткриване на цялото южно крайбрежие на Елсмиър до 90º з.д., в т.ч. фиорда Макс Окс, п-ов Симонс (76°40′ с. ш. 89°00′ з. д. / 76.666667° с. ш. 89° з. д., най-югозападната част на Елсмиър), протока Хел Гейт и източния бряг на остров Норт Кент (76°40′ с. ш. 90°15′ з. д. / 76.666667° с. ш. 90.25° з. д.) (1899). Откриване на залива Норуиджен Бей (Норвежки залив, 78º с.ш., 90º з.д.), фиорда Бауман, врязващ се в остров Елсмиър на югоизток, между полуостровите Бьорне на югозапад и Свенсен на североизток и западното крайбрежие на остров Аксел Хайберг до 80º 53` с.ш. – нос Норт Уест. Откриване на п-ов Колин Арчър (северозападната част на остров Девън) и протока Кардигън (вторично) на североизток от полуострова. Изследване на част от североизточния бряг на остров Амунд Рингнес (1900). Изследване на източното крайбрежие на остров Аксел Хайберг, протока Юрика и западния бряг на Елсмиър, като там са открити два големи полуострова Ронес (78°25′ с. ш. 86°10′ з. д. / 78.416667° с. ш. 86.166667° з. д.) на юг и Фосхайм (79°50′ с. ш. 84°00′ з. д. / 79.833333° с. ш. 84° з. д.) на север. Обикаляне на островите Амунд Рингнес и Елеф Рингнес и откриване на протока Хенриксен (77°50′ с. ш. 96°00′ з. д. / 77.833333° с. ш. 96° з. д., между Амунд Рингнес на север и остров, Корнуол на юг), протока Хасел (78°25′ с. ш. 99°00′ з. д. / 78.416667° с. ш. 99° з. д., между Амунд Рингнес и Елеф Рингнес), остров Кинг Кристиан (77°47′ с. ш. 101°45′ з. д. / 77.783333° с. ш. 101.75° з. д.), протока Дейниш Стрийт между тях и п-ов Исаксен (79°10′ с. ш. 104°00′ з. д. / 79.166667° с. ш. 104° з. д., северозападната част на Елеф Рингнес) с нос Исаксен (79°20′ с. ш. 105°24′ з. д. / 79.333333° с. ш. 105.4° з. д.) (1901). Откриване на протока Нансен (80°45′ с. ш. 90°00′ з. д. / 80.75° с. ш. 90° з. д.), като по този начин окончателно са открити бреговете на остров Елсмиър (трети по големина в Канадския арктичен архипелаг, с всичките му многочислени фиорди и полуострови) (1902) | Канада                                            |
| 1899              | Евелин Болдуин                                                                          | Откриване на най-източния остров в архипелага Земя на Франц Йосиф – Грейам Бел (80°59′ с. ш. 64°07′ и. д. / 80.983333° с. ш. 64.116667° и. д.) и остров Ла Ронсиер (вторично, 80°59′ с. ш. 60°57′ и. д. / 80.983333° с. ш. 60.95° и. д.) в протока Австрийски канал и протока Морган, между островите Земя Вилчек и Грейам Бел | Русия                                             |
| 1899              | Степан Макаров, Едуард Тол                                                              | Хидроложки изследвания във водите около Шпицберген | Норвегия                                          |